# Frkuljevec Mihovljanski
Frkuljevec Mihovljanski est un village de la municipalité de Mihovljan (comitat de Krapina-Zagorje) en Croatie. Au recensement de 2011, le village comptait 87 habitants.